# Diaspora

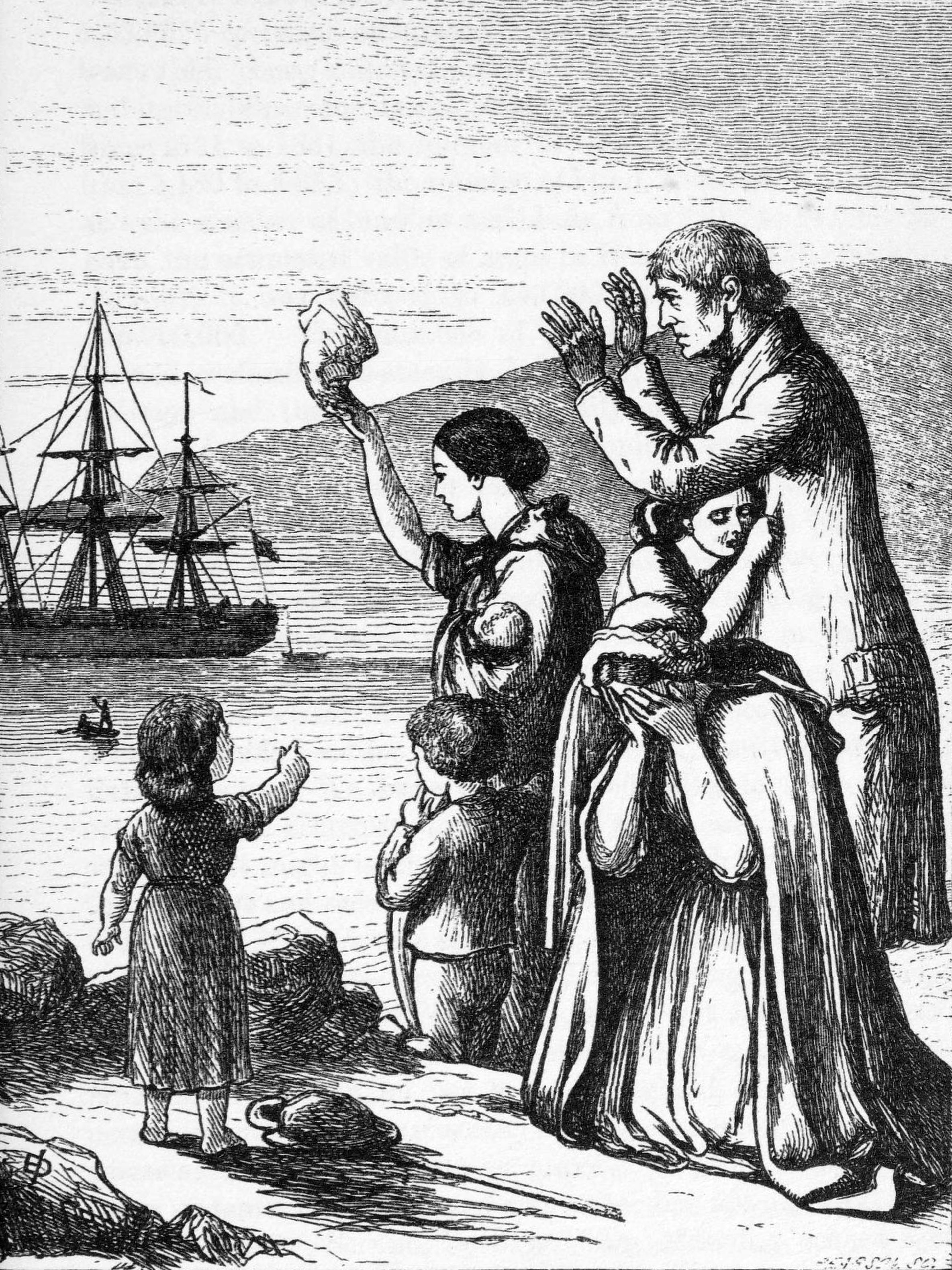
Emigranții părăsesc Irlanda reprezentând emigrarea în America după Marea Foamete Irlandeză

Diaspora desemnează totalitatea comunităților evreiești dispersate și stabilite în afara Palestinei ca urmare a distrugerii Ierusalimului și alungării populației de către Nabucodonosor al II-lea, regele Babilonului, mai ales în urma captivității babiloniene. Prin extensie, în prezent termenul desemnează orice grup etnic aflat în afara granițelor țării de origine.

## Etimologie
Termenul de "diaspora" pătrunde în limba română din franceză , care la rândul ei îl împrumutase din limba greacă, și se referă în primul rând la totalitatea comunităților evreiești dispersate ca urmare a distrugerii Ierusalimului, cât și la un grup etnic aflat în afara granițelor țării de origine. În vocabularul grecesc cuvântul se compune din dia, ce desemnează "împrejurul", și spora, cuvânt ce înseamnă a "împrăștia". 

## Definirea
Definirea diasporei se poate face din punct de vedere politic, economic, religios, sociologic sau/și istoric. 

### Trecerea de la caracterul particular la caracterul universal
Fenomenul diasporei a fost inițial înregistrat ca dimensiune a istoriei evreiești, apoi grecești, armenești și ulterior chinezești. Cele patru comunități sunt recunoscute ca reprezentând diasporele clasice ale lumii. Dinamica migrației din secolul al XX-lea a generat noi comunități de tip diasporic pentru care s-a trecut la un discurs specific în fiecare domeniu, dar într-o continuă transformare în perpectiva sociologică.

### Criteriil ale definițiilor anilor 1990
Tipologia lui William Safran din 1991 face referire la traumǎ, exil și nostalgie în definirea diasporei, însă producerea unei definiții bazate pe amintirile unei singure comunități diasporice, cea evreiascǎ, nu a fost rodnicǎ.
Încercările lui James Clifford din 1997 de a defini diaspora s-au concretizat apoi în abordări etnografice, care includ varietatea istorică și complexitatea factorilor social-economici care stau uneori la baza migrației.

### Criterii ale definițiilor anilor 2000
În anul 2006 cercetătoarea Eleni Sideri demonstrează prin referirea la comunitatea de greci din statul est european Georgia, că nu numai unde sau ce este fenomenul diasporei reprezintă o cale înspre definirea eficientǎ a termenului "diaspora", dar mai ales când și în ce ordine temporală se formează comunitatea de tip diasporic în raport cu formarea statului național de care aceasta se leagă. Se indică astfel că uneori comunitățile diasporice sunt chiar mai vechi decât statele considerate țarǎ de origine.
În același an 2006, o perspectivă franceză descentralizează definirea diasporei în raport cu o țară de origine și accentueazǎ: "Conceptul de diaspora nu devine util decât dacă este utilizat exclusiv în cazuri unde dispersia de oameni trăiește precum poporul careia îi aparține, unde ea este însoțită de menținerea obiectivului de legături și simboluri, a ordinii culturale, politice sau caritabile între grupurile dispersate – de obicei în calitate de minorități – și [deci] nu numai cu un anumit loc numit de origine, unde se mențin forme de solidaritate culturalǎ ,sentimentală sau politică, mai mult sau mai puțin active, între diferitele așezări de oameni"
Tot în 2006 Ruxanda Trandafoiu pune accentul pe ideologii și consideră în cazul diasporelor că structurile de comunicare de tip „New Media” sunt un surogat al teritorialității pierdute.